# Neurolingvistik
Neurolingvistik er studiet af neurale mekanismer i menneskehjernen som kontrollerer forståelse, produktion og opnåelse af sprog. Som interdisciplinært felt trækker neurolingvistikken på metoder og teorier fra f.eks. neurovidenskab, lingvistik, kognitionsvidenskab og neuropsykologien. Det meste arbejde indenfor neurolingvistikken understøttes af modeller fra psykolingvistikken og teoretisk lingvistik, og fokuseres på at undersøge hvordan hjernen kan implementere de processer, som teoretiske og psykolingvister anser som nødvendige for at producere og forstå sprog. Neurolingvister studerer de fysiologiske mekanismer hvorved hjernen behandler information relateret til sprog og evaluerer lingvistiske og psykolingvistiske teorier ved hjælp af afasiologi, neuroradiologi, elektrofysiologi og computersimulationer.